# Маджера
Маджера (англ. da’a, majera, mazera, mida’a, midah) — один из малочисленных афразийских языков, на котором говорят представители этнической общности маджера в южных районах общины Логоне-Чари департамента Логоне и Шари Крайнесеверного региона в Камеруне, а также в деревне Догвеа департамента Майо-Лемье, севернее города Геленгденг, региона Восточное Майо-Кеби в Чаде.
В языке маджера выделяют диалекты каджире-дуло, маджера (мазра) и хвалем (холом).